# Ээр-Хавак
Ээр-Хавак (тув. Ээр-Хавак), Кара-Таш — посёлок (арбан) в Бай-Тайгинского кожууне Республики Тыва. Входит в состав Ээр-Хавакского сумона. Фактически прекратил существование и стал местечком(населённым пунктом без статуса поселения).

## География
Арбан находится у р. Чангыс-Тей.
Уличная сеть не развита.

## Население
| 2002 | 2010 |
| ---- | ---- |
| 209  | ↘167 |

## Инфраструктура
сельская библиотека, находится в здании администрации села
молочно-товарная ферма «Ээр-Хавак»

## Транспорт
Поселковые дороги. Выходят на автодорогу регионального значения Кызыл — Тээли.